# زاگ
زاگ (به لاتین: Zag) یک منطقهٔ مسکونی در مغولستان است که در استان بایان‌خونگور واقع شده‌است. زاگ ۲٬۵۶۱ کیلومتر مربع مساحت دارد.